# Jan Hammer
Jan Hammer (* 17. dubna 1948 Praha) je hudební skladatel a multiinstrumentalista (klavírista, hráč na syntetizéry, kytarista, bubeník atd.) českého původu, žijící v USA. Byl členem legendární jazz-rockové formace Mahavishnu Orchestra a nahrál jak velké množství sólových desek, tak tituly v rámci příležitostných sestav nebo s vlastní skupinou, ve kterých se pohybuje od jazzu přes jazz-rock a rock k popové hudbě. Hammer získal několik cen Grammy. Jeho asi nejznámější prací je hudba k seriálu Miami Vice z 80. let minulého století.

## Život
Jan se narodil v Praze, jeho matka byla jazzová zpěvačka Vlasta Průchová a jeho otec Jan Hammer st. byl lékař a jazzový hudebník. Po dětství plném hudby vstoupil na pražskou akademii múzických umění. Po vstupu intervenčních vojsk Varšavské smlouvy v roce 1968, přerušil studia na akademii a přestěhoval se do Spojených států a to po přijetí stipendia v Berkleeho vysoké škole hudby v Bostonu. Před svým odchodem složil hudbu a písně k celovečernímu pohádkovému filmu Šíleně smutná princezna.
Po dokončení studií se přesunul do Lower Manhattan, kde se připojil k nově vznikající skupině Johna McLaughlina Mahavishnu Orchestra v roce 1971. Za dva roky skupina prodala přes dva miliony nosičů před svým rozpuštěním v roce 1973. Značnou sumu ze svých úspor investoval do stavby svého vlastního nahrávacího komplexu (Red Gate Studio) v New Yorku, který pomohl jeho sólové dráze. Pokračoval v nahrávání s mnoha uznávanými hudebníky oné doby.
V roce 1984 producenti televizní série Miami Vice Hammera požádali o zkomponování hudby ke každé epizodě toho seriálu. Jan souhlasil a v roce 1985 jeho tematická píseň pro seriál dosáhla první místo v Billboard Hot 100. Tím se stala jednou ze dvou instrumentálních skladeb ze seriálu, druhá byla Theme from SWAT od Rhythm Heritage. Skladba „Miami Vice Theme“ zůstala na vrcholu amerických hitparád po 12 týdnů, zasloužila se o čtyřnásobnou platinovou desku a Janovi vyhrála dvě ceny Grammy.
V roce 1989 vydal album Snapshots, které obsahovalo i píseň „Too Much to Lose“. K písni byl natočen i videoklip, ve kterém hrají, mimo Hammera, i David Gilmour ze skupiny Pink Floyd, Ringo Starr a Jeff Beck.

## Diskografie
S Mahavishnu Orchestra
- The Inner Mounting Flame (1971)
- Birds of Fire (1972)
- Between Nothingness and Eternity (1973)
- The Lost Trident Sessions (nahráno 1973, vydáno 1999)

S Jerry Goodmanem
- Like Children (1974)

Sólově
- The First Seven Days (1975)
- Miami Vice (1985)
- Escape from Television (1987)
- Snapshots (1989)
- Beyond the Mind's Eye[p 1] (1992)
- Drive
- Snapshots 1.2
- Miami Vice : The Complete Collection (2002)
- The Best of Miami Vice
- Seasons, Pt. 1 (2018)
- Sketches in Jazz (2020)[8]

s Nealem Schonem
- Untold Passion (1981)
- Here to Stay (1983)
- The Calling (2012)[9][p 2]

se skupinou Jana Hammera
- Oh Yeah (1976)
- Melodies (1977)
- Jeff Beck with the Jan Hammer Group Live (1977)

s Elvinem Jonesem
- On the Mountain (1975) - Klávesy

s Glenem Moorem
- Introducing Glen Moore (1978) - Bicí

s Joni Mitchell
- Mingus (1979) - Mini Moog

s Tonym Williamsem
- The Joy of Flying (1979) - Klávesy

s Mickem Jaggerem
- She's the Boss (1985) - Klávesy

s Jamesem Youngem
- City Slicker (1985) - Klávesy, bicí

s Clarencem Clemonsem
- An Evening With Mr. C (1989) - Klávesy, bicí

se Stevem Lukatherem
- Lukather (1989) - Klávesy

s Charlie Marianem
- Helen 12 Trees (1976) - Klávesy

s Fernandem Saundersem
- Plant a Seed (2010)